# Bataille de Skra-di-Legen
Première Guerre mondiale
Batailles
Front des Balkans
- Front austro-serbe : Campagne de Serbie (7-1914)
- Campagne de Serbie (10-1915)
- Le Cer (8-1914)
- La Kolubara (9-1914)
- Salonique (10-1915
- Krivolak (10-1915)
- Kosovo (11-1915)
- Kosturino (12-1915)
- 1re Doiran (8-1916)
- Strymon (8-1916)
- Kaïmatchalan (9-1916)
- 1re Monastir (9-1916)
- 2e Monastir (3-1917)
- 2e Doiran (4-1917)
- Skra-di-Legen (5-1918)
- Vardar (9-1918)
- Dobropolje (9-1918)
- 3e Doiran (9-1918)
- Uskub (9-1918)
- Campagne de Serbie (9-1918)

Front d'Europe de l'Ouest
Front italien
Front d'Europe de l'Est
Front africain
Front du Moyen-Orient
Bataille de l'Atlantique
La bataille de Skra di Legen est une bataille de deux jours livrée durant la Première Guerre mondiale qui se déroula autour de la position fortifiée du Skra di Legen, un sommet du massif montagneux du Páiko, dans la région de Macédoine grecque, au nord-est de Thessalonique, et lors de laquelle les troupes grecques appuyées par une brigade française remportèrent une victoire sur les forces bulgares.

## Le site
Le Skra di Legen est un massif montagneux qui se trouve près de la frontière entre la Macédoine (du Nord) et la Grèce à l'ouest du Vardar.
La position de Skra-di-Legen était un point culminant et stratégique, permettant de contrôler le passage d'une armée et offrant un excellent poste d'observation, situé à proximité du village actuel de Skra, alors nommé Lioumnitza. La configuration du terrain était très accidentée avec pentes abruptes, ravins, cimes inaccessibles, rochers à nu et zones infranchissables ; ces défenses naturelles avaient été renforcées par d'importantes fortifications.

## Les batailles

### La première bataille du Skra di Legen (mai 1917)
La position avait déjà subi une offensive des forces franco-grecques en mai 1917. La 122e division d'infanterie commandée par le général Sarrail n'avait réussi à emporter qu'une partie des positions fortifiées ennemies. Les Alliés furent cependant repoussés par une contre-offensive bulgare. La situation s'était stabilisée après plusieurs mois de combats, les deux camps réalisant des travaux d'aménagement,. Les forces bulgares avaient organisé leur défense à la fois dans une fortification militaire en béton, dans de profonds retranchements, et des abris derrière des lignes de barbelés. Les postes se trouvaient au croisement de tranchées qui formaient un véritable labyrinthe. Ils étaient équipés de mitrailleuses soigneusement camouflées et se trouvaient confortés par une solide artillerie. De nombreux observatoires dominant le plateau allant du Vardar au massif de la Dzéna complétaient le dispositif de défense bulgare.

### La seconde bataille du Skra di Legen (mai 1918)
Une nouvelle offensive fut lancée au printemps 1918, principalement confiée à l'armée du Mouvement de défense nationale : les trois divisions grecques étaient la Division de l'Archipel commandée par le général Ioannou, la Division Crète commandée par le  général Panagiotis Spiliadis, et la Division Serrès commandée par le lieutenant-colonel P. Gardicas. 
Le premier jour, le 29 mai 1918 (16 mai julien), les 430 canons de l'artillerie alliée bombardèrent de façon continue les fortifications pour les détruire avant l'attaque. Le deuxième jour, les trois divisions grecques, en position centrale sur la ligne du front, passèrent à l'action, avec pour mission de déloger les Bulgares et de prendre la position principale. Au début de l'attaque générale, une faute tactique fut commise : un sergent grec donna le signal de l'attaque une demi-heure trop tôt, et l'artillerie légère ouvrit le feu sans attendre l'assaut de l'infanterie pour la soutenir. Cette faute empêcha l'assaillant de créer l'effet de surprise escompté, et donna aux Bulgares le temps de mieux se préparer. Cependant, le commandant Nikolaos Plastiras, au sein de la Division Archipel, en première ligne, se distingua par sa vaillance en réussissant à s'approcher de l'ennemi à distance de tir. Son bataillon franchit les sept lignes de défense bulgares, et s'enfonçant sur une distance de 1 500 mètres, il attaqua l'ennemi sur le flanc et l'encercla. Un premier objectif du plan général était alors atteint. Cette brèche ouverte dans les lignes bulgares joua un rôle décisif dans la victoire finale. Pendant ce temps, l'artillerie anglaise continuait à tirer sur les positions tenues à présent par la Division Archipel ; Plastiras fut obligé d'envoyer un message au poste de commandement, pour demander que l'artillerie cesse de tirer, et qu'on donnât l'ordre de poursuivre l'ennemi qui battait en retraite. 
La victoire fut cependant sanglante : selon un historien, il y aurait eu 2 800 tués et blessés dans les rangs de l'armée grecque.

### La participation décisive de l'armée grecque

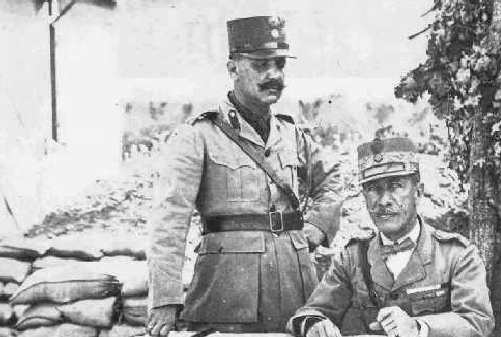
Le général Emmanuel Zymvrakakis (à droite).

Cette bataille fut la première participation décisive de la Grèce dans la Première Guerre mondiale. Le général Guillaumat, général en chef des forces alliées, reconnut publiquement l'importance de la contribution des forces grecques dans cette victoire, affirmant : « La victoire de Skra est aussi glorieuse que la prise de Mort-Homme avant Verdun. » Le général anglais George Milne écrivit au  général Danglis : « Sans l'aide des forces grecques, il n'aurait pas été possible de remporter cette victoire. » La victoire de Skra permet aux armées alliées de gagner un point haut important. En septembre 1918, l'offensive décisive est lancée par les forces françaises et serbes, plus au nord sur les hauteurs de Sokol, Dobropoli, Vetrenik et Koziakas, pour briser les lignes de défense des troupes germano-bulgares.

## Décoration
- SKRA-DI-LEGEN 1918 est inscrit sur le drapeau des régiments cités lors de cette bataille.

## Pour approfondir